# Надрамиа, Пегги
Пегги Надрамиа (Peggy Nadramia) — верховная жрица Церкви Сатаны, редактор и публицист. В Церкви Сатаны известна как Магистра Надрамиа (Magistra Nadramia).
С мая 2001 года Пегги Надрамиа носила звание Magistra Templi Rex Церкви Сатаны. Стала верховной жрицей 30 апреля 2002 года, когда предыдущая верховная жрица, Бланш Бартон, пригласила её в администрацию организации.

## Биография
Надрамиа родилась в Нью-Йорке. Она выросла в районе Манхэттена, известном как Hell’s Kitchen («Адская кухня»). В 1970-е родители, обеспокоенные высоким уровнем преступности в городе, переселили её в пригород. В старших классах школы встретилась с Питером Гилмором, который познакомил её с «Сатанинской библией», и с этого периода считает себя сатанисткой.
Надрамиа и Гилмор переселились обратно в Нью-Йорк, чтобы посещать колледж. В период получения постдипломного образования (graduate school), в 1980-е, они женились и официально вступили в Церковь Сатаны.
В 1985 году основала журнал «Grue», посвящённый литературе жанра хоррор, и вместе с Гилмором является его редактором. Была награждена специальным призом от World Fantasy Awards в 1990.
В 1989 году Надрамиа и Гилмор основали сатанинский журнал «The Black Flame» («Чёрное пламя»), который де факто стал официальным периодическим изданием Церкви Сатаны. Надрамиа — автор вступления к последнему изданию книги «Сатанинская ведьма» Антона Лавея.
Надрамиа практикует хатха-йогу.

## Надрамиа о сатанизме
Мы будем определять, кто есть сатанист, а не Боб Ларсон или какой-либо другой человек извне, христианин или нет. Мы — первое в человеческой истории сообщество людей, собравшихся вместе под этим названием и принявших его для себя; мы — архивариусы сатанинской истории и хранители сатанинской философии, и мы не дадим кому-либо другому определять, ограничивать и категоризировать сатанистов или сатанизм.
— Peggy Nadramia, «The Black Flame», (Volume 5, Numbers 1 & 2)

## Фильмография

### Актриса
- 2006 — 666 the Satanic High Mass — верховная жрица / магистра Надрамиа
- 2019 — Anton LaVey - Into the Devil’s Den
- 2019 — An American Satan — играет саму себя
- 2024 — Realm of Satan

### Продюсер
- 2006 — 666 the Satanic High Mass

### На английском языке
- Peggy Nadramia, «My Dark, Satanic Love».
- Бланш Бартон, «Вальпургиева Ночь XXXVI».
- Надрамиа об антропоморфном восприятии Сатаны.
- Надрамиа о соотношении фашизма и сатанизма.